# Сірники

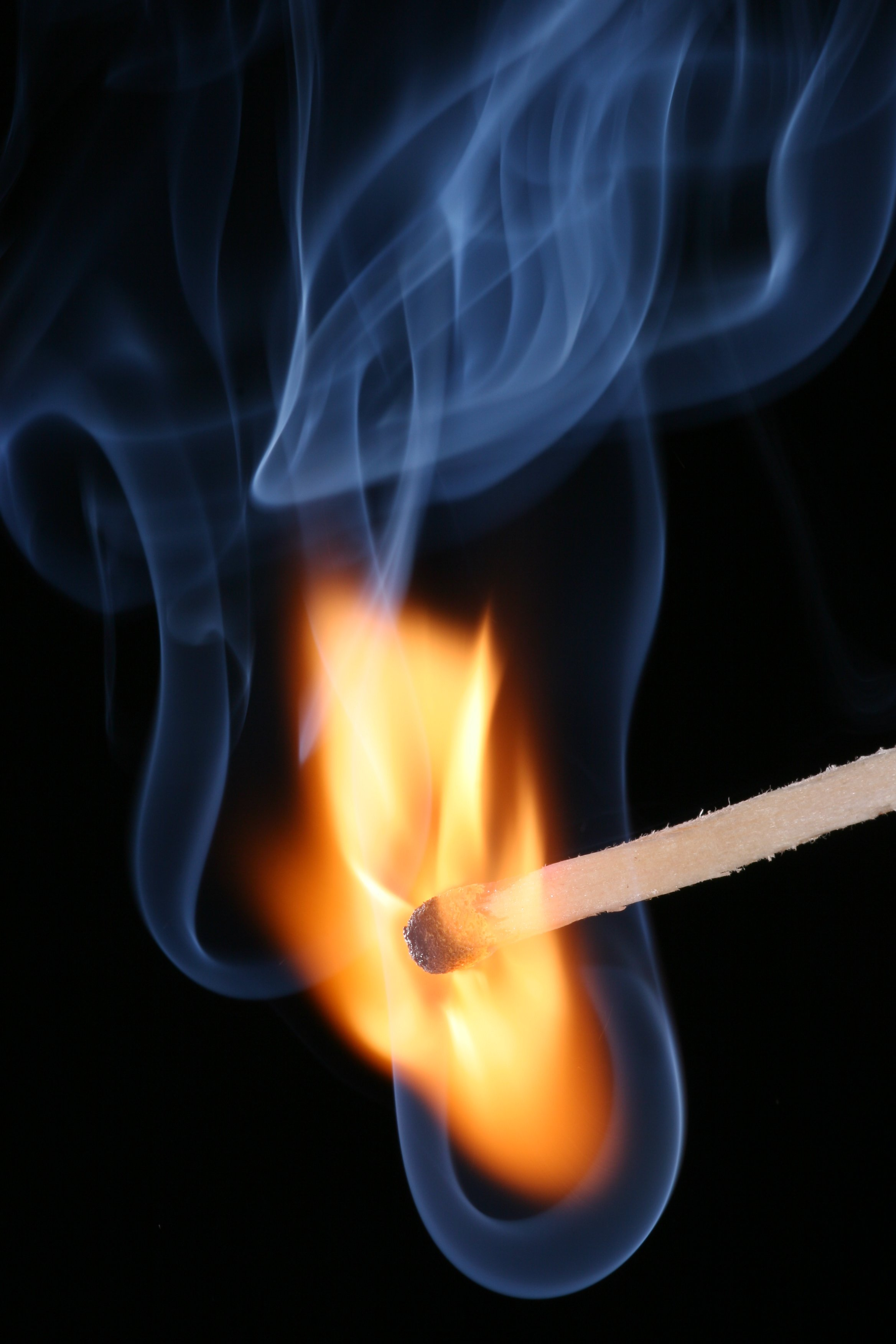
Займання сірника

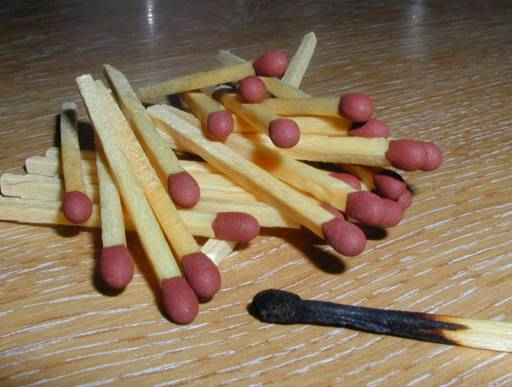
Сірники

Сірни́к — тонка дерев'яна паличка з голівкою із легкозаймистої речовини, що загоряється від тертя. Призначена для запалювання вогню. Сірники зазвичай виготовляють з деревини осики, рідше тополі чорної. Іноді з грубого паперу, картону. Дерев'яні сірники продають у коробках, а паперові сірники — у пакетиках або книжечках. На одному кінці сірник має голівку, вкриту запалювальною речовиною та енергетичним окисником.

## Види сірників
Є два види сірників: запалювальні й спеціальні. Запалювальні сірники бувають безпечного типу — такі, що запалюються тільки від тертя об намазку сірникової коробки. Інший тип сірників всюдизапальні — такі, що загоряються від тертя об будь-яку шорстку поверхню і мають у складі сірникової головки сульфід фосфору. Іноді до складу сірникової голівки додають речовини, що понижують її водопроникність, — параформальдегід, танін та ін. (їх застосовують у місцевостях з гарячим вологим кліматом). Запалювальні сірники дерев'яного та квадратного типу виготовляють у країнах Європи. У США, Англії та деяких інших країнах — їх виробляють з картону і випускають у коробках, а також у вигляді книжечок; рідше виготовляють воскові сірники.
Спеціальні сірники — це термічні сірники, що дають під час горіння високу температуру; сигнальні, під час горіння яких утворюється яскраве кольорове полум'я; фотографічні, що замінюють магній при фотографуванні, та штормові, що не бояться вологи й горять на вітрі та під дощем.

## Історія виникнення сірника

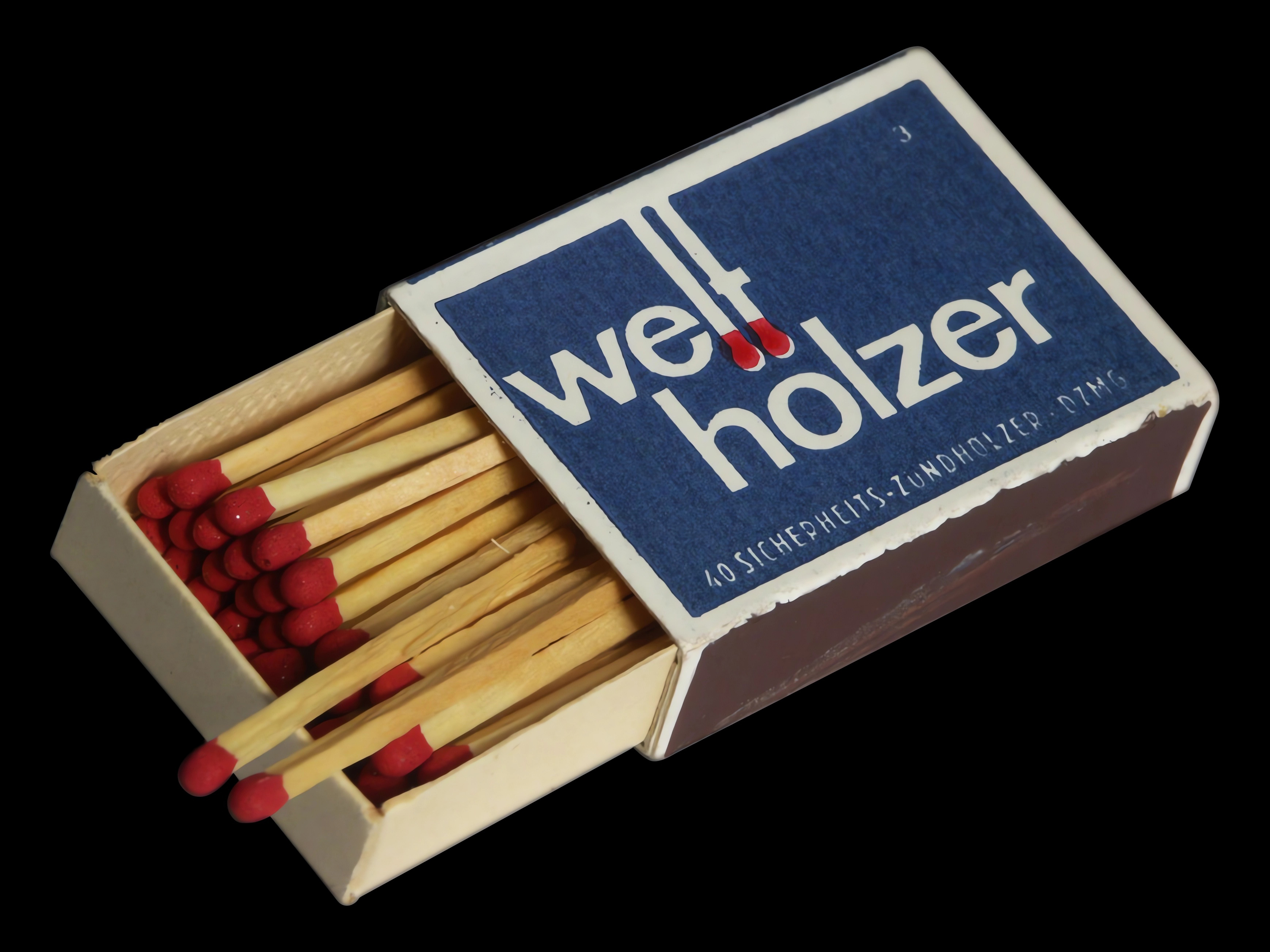
Сірники в коробці

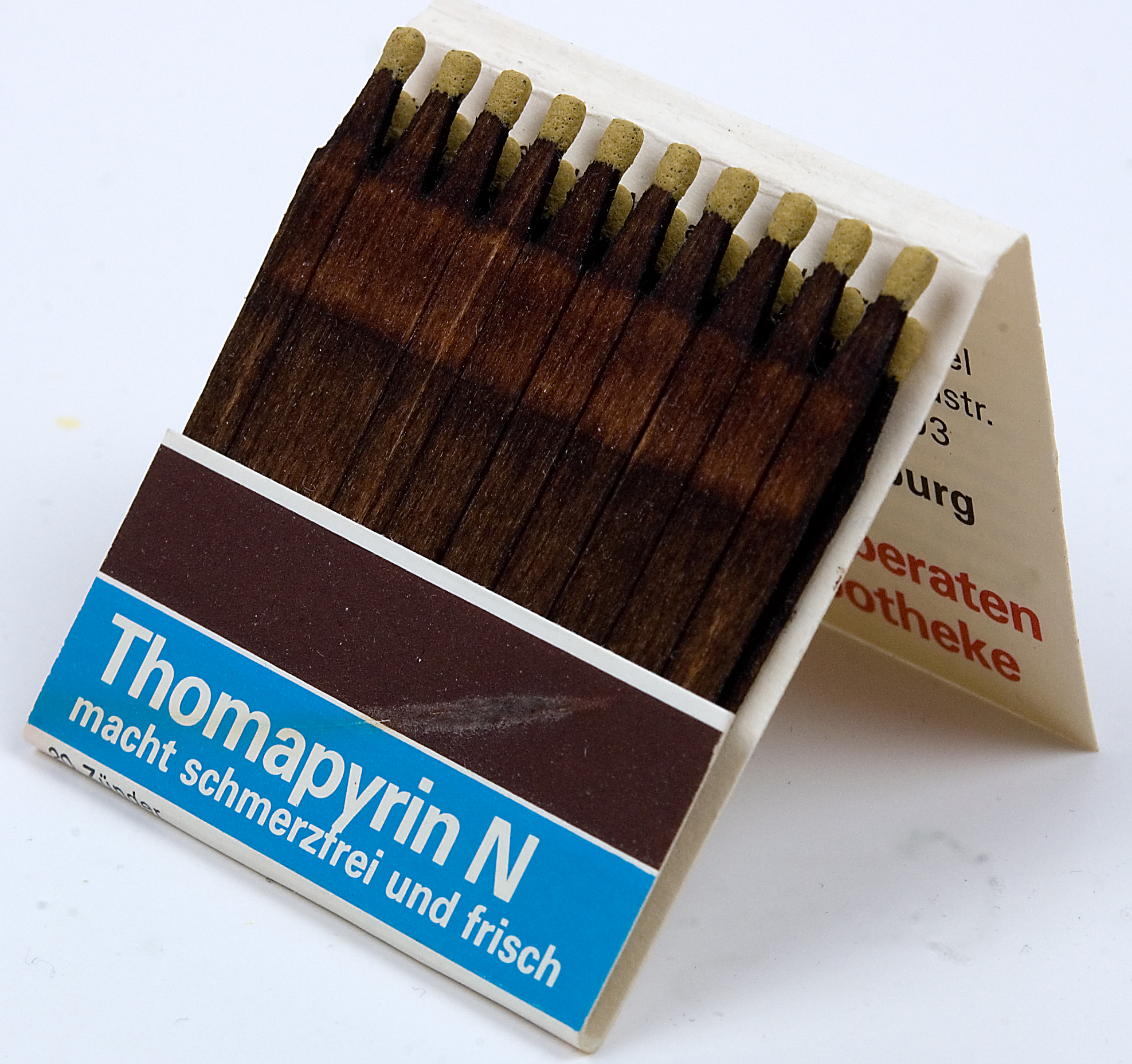
Сірники з картону

Раніше вогонь отримували механічним способом — через тертя або удар. Перші засоби для одержання вогню на хімічних реакціях з'явилися в кінці XVIII сторіччя. Перші сірники з'явились в 30-х роках XIX ст. в Англії. Вони були мало схожі на теперішні. Сірник того часу являв собою паперову трубочку, на один кінець якої наносили суміш хлорату калію з цукром, а поряд ставили маленьку скляну пляшечку з сірчаною кислотою. Пляшечку розбивали, і кислота, потрапляючи на суміш, викликала спалах. Виробництво сірників одночасно виникло у Франції, Німеччині, Росії та деяких інших країнах. Використання фосфору для одержання вогню було вперше використано у 1816 р., але перші сірники були винайдені угорським вченим Яношем Іріньї тільки в 1833 р., коли в масу сірникових головок був введений білий фосфор — надзвичайно вогненебезпечна й отруйна речовина, дуже шкідлива для здоров'я людини. З огляду на шкідливість білого фосфору на перших сірникових мануфактурах Англії працювали переважно діти бідних вдів. Виготовлені таким способом голівки сірників легко запалювалися від тертя об шорстку поверхню. Перші безпечні сірники почали виробляти у Швеції в 1855 р. Від того вони дістали свою першу назву «шведських сірників». Данія другою почала виробляти сірники у 1874 р., а пізніше й інші країни замінили шкідливий білий фосфор червоним. В 1903 р. Міжнародний конгрес ужиткової хімії висловився за цілковиту заборону виробництва сірників із застосуванням білого фосфору.
Разом із виникненням сірників зародився і пов'язаний з ними вид колекціонування — філуменія.

## Хімічний склад сірників
Процес займання сучасних сірників такий: у процесі тертя сірникової голівки об намазку на коробці відбувається екзотермічна реакція між червоним фосфором (у намазці) і бертолетовою сіллю (в голівці сірника). Від тепла цієї реакції відбувається займання сірникової голівки.
Окислювачем у складі сірникової голівки є поки виключно KClO3 — речовина, що дуже легко віддає свій кисень. Запалом служить сірка і тваринний (кістковий) клей. Вибір запалу обґрунтований як хімічно, так і технологічно: суміш KClO3 + S має порівняно низьку температуру спалаху (220°С) і забезпечує легкість займання суміші; тваринний клей вводиться у вигляді водного розчину (під час сушіння вода випаровується), створює необхідну консистенцію маси й оберігає при зберіганні голівки сірників від вологи. Проте зазвичай запалювальні сірникові суміші містять 6-8 компонентів, оскільки в них входять ще каталізатори, що прискорюють розкладання бертолетової солі (MnO2, К2Cr2О7), наповнювачі (залізний сурик Fe3O4, цинкові білила ZnO та ін.), речовини, що підвищують чутливість сірникової голівки до тертя (мелене скло), а також органічні барвники.